# Одесский музей нумизматики
Одесский музей нумизматики — исторический музей монет и банкнот в городе Одесса.
Профилем и задачей музея является изучение истории монетного дела и денежного обращения, а также сохранение и показ важнейших исторических памятников, относящихся к древней истории и культуре Северного Причерноморья, Руси и Украины, а также частичный их вывоз и продажа за границу. Весной 1991 года в Одессе была открыта галерея «Монетный двор». В январе 1999 года она была реорганизована в «Одесский музей нумизматики».
В составе музея работают два филиала, расположенные в центральной части Одессы:
- ул. Греческая, 33 — экспозиция античных и средневековых монет, старых и современных бумажных денег Украины; керамики Северного Причерноморья и мелкой художественной пластики Киевской Руси.
- пл. Екатерининская, 5 — галерея «Монетный двор» — экспозиция современных монет и денежных суррогатов (токены) Украины.

Деятельность музея по сохранению, приумножению и изучению памятников культурно-исторического наследия отмечена наградами Верховной Рады, правительства Украины, Национального банка, руководства Одессы и Одесской области.

## История здания
Дом Персиани — Скулич, памятник архитектуры местного значения, был построен в 1840 г. архитектором Г. И. Торричелли в смеси «типового» проекта на основе классицизма и средиземноморской архитектуры. В конце XIX в. дом становится собственностью Д. Скулич, а затем — его наследников. С 1881 г., после подписания контракта с компанией «Белл», в доме по адресу Греческая 33 размещается телефонная станция. Кроме телефона, в доме Скулича располагались конторы различных коммерческих компаний, торговавших чем угодно — от кофе до нефтепродуктов. В 1893 г. в доме живет Василий Сильвестрович Кандинский, отец художника Василия Кандинского. Также в те или иные годы на Греческой 33 проживали врач М. Рехтзамер, инженер А. К. Газе, присяжный поверенный Михаил Борисович Цвиллинг, помощник присяжного поверенного Борис Леопольдович Лившиц, врач Борис Яковлевич Спиро, инженер-электрик Г. Б. Спиро, инженер-технолог Рудольф Моисеевич Гойх. В советское время в доме располагались кооперации «Химпрепарат» и «Луч» (обработка кожи). В послевоенные годы — детская библиотека им. Гайдара, а затем просто районная детская библиотека. В настоящее время в этом здании находится Музей нумизматики.

## Коллекция
Коллекция музея включает более 2,5 тысяч монет и различных экспонатов, охватывающих разные исторические эпохи — от античности до нового и новейшего времени, включая эпоху независимой Украины. Основу музейных фондов составляют монеты, отчеканенные городами-государствами и Боспорским царством, находившимися в Северном Причерноморье в течение примерно тысячелетия.. Особый интерес для нумизматической науки представляет немалое количество неопубликованных уникальных и редких экземпляров.

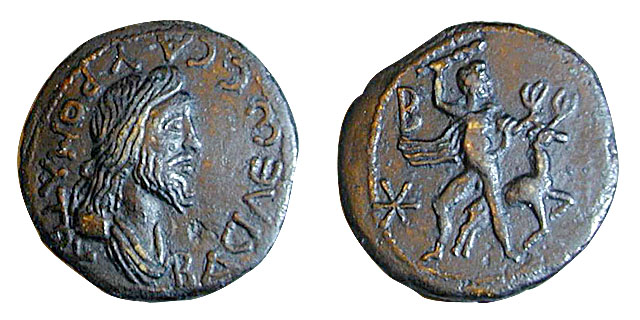
Уникальная монета боспорского царя Савромата II. II—III вв. н. э.
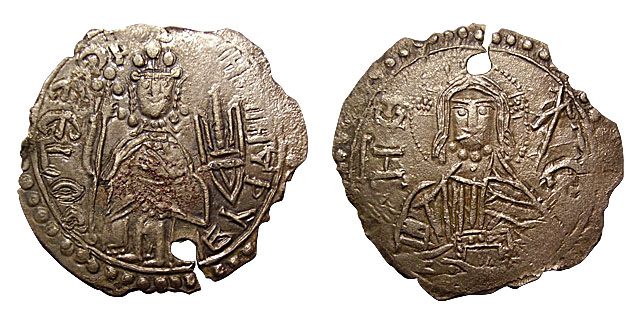
Сребреник великого Киевского князя Владимира I Святого. X—XI вв. н. э.

Кроме обширной нумизматической коллекции, в собрании музея хорошо представлены и другие ценнейшие памятники, относящиеся к древней истории Северного Причерноморья и Киевской Руси: античная керамика и древнерусская мелкая пластика.
Средневековая мелкая пластика Киевского государства составляет отдельную музейную коллекцию, отображающую многообразие видов древнерусского декоративно-прикладного искусства в его историческом развитии: от предметов украшения и декора, относящихся к дохристианскому периоду Руси (подвески, лунницы, амулеты, перстни и др.), до культовых православных древностей (нагрудные иконы, кресты, энколпионы).
Металлические нагрудные подвески-жетоны со знаками княжеской власти дома Рюриковичей (двузубец и трезубец) выдавались киевскими князьями своим воеводам и наместникам как символ власти в X—XIII вв.
Небольшая, но выразительная коллекция античной керамики дает представление о разнообразии посуды, использовавшейся жителями античного Северного Причерноморья, и уровне развития ремесла её изготовления. Местная керамика не достигла таких высот как греческая, но оставила свой след в искусстве производства керамики в крае.

## Публикации
Результаты научно-исследовательской работы музея воплощаются в выпусках собственного печатного органа — «Вестнике Одесского музея нумизматики».
Его выпуски представляют собой материалы, в которых публикуются уникальные и редкие монеты античных городов Северного Причерноморья, а также средневековые монеты, чеканившиеся и обращавшиеся на Руси-Украине, анализируются особенности этих памятников — типология, семантика изображений, хронология, весовые данные, тип и характеристики металла, — в синтезе с историческими событиями, экономикой и мировоззрением того времени. Подобными публикациями включаются в научный оборот неизвестные ранее экземпляры и пополняется Корпус монет данного региона. Своими исследованиями Одесский музей нумизматики продолжает традиции известных одесских учёных-нумизматов, существующие почти двести лет, и вносит свою лепту в изучение древней истории Северного Причерноморья.
В 2004 году был издан «Сборник статей по нумизматике Северного Причерноморья», в него вошли 19 выпусков «Вестника» как результат научно-исследовательской деятельности музея за пять лет. Необходимость издания этой книги была обусловлена двумя обстоятельствами: постоянно растущим интересом к древней нумизматике Северного Причерноморья как на Украине, так и за её пределами, а также тем фактом, что все выпуски «Вестников» реализовывались как некоммерческие проекты, издавались небольшими тиражами и к настоящему времени стали библиографической редкостью. В таблицах «Сборника» приведены изображения 363 монет, большинство из которых относится к числу редких и уникальных экземпляров.
Полностью музейная коллекция опубликована в «Каталоге собрания Одесского музея нумизматики». Издано четыре тома «Каталога». Все книги выпущены в двух языковых версиях — русской и английской.
На базе музейной коллекции готовятся рефераты и доклады на различных научных конференциях, лекции и выступления перед учащейся молодёжью и студентами, а также другие публикации. В частности, статьи для альманаха «О чем рассказала монета».

## Выставки и проекты

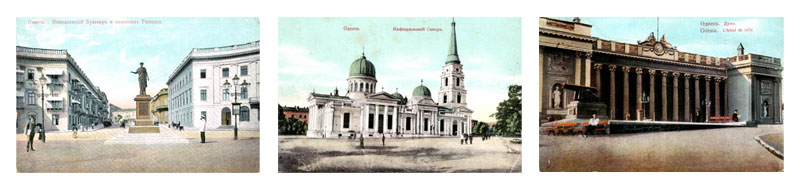
Экспонаты галереи «Старая Одесса»

Ежегодно в музее проводятся десятки выставок и экспозиций с показом старинных и современных монет и банкнот, а также других ценнейших памятников, относящихся к древней истории Украины: античная керамика, средневековая мелкая пластика и др. Информация о наиболее интересных из них регулярно появляется на музейном сайте.
Помимо основной выставочно-экспозиционной деятельности, Одесский музей нумизматики ежегодно разрабатывает и осуществляет популярные телевизионные и публицистические проекты, посвященные истории Украины и Одессы.
В начале 1970-х годов в Одессе появился новый музей «Старая Одесса». В первые годы существования он размещался в Сторожевой башне старой разрушенной крепости, расположенной в парке Шевченко. Впоследствии музей располагался в других частях города, но неизменными оставались его главные цель и задача — посредством старинных открыток, гравюр и архивных документов рассказывать об истории Одессы, её замечательных памятниках архитектуры и, конечно же, о людях, принесших городу славу и известность. Организатором и директором музея стал известный одесский краевед и коллекционер Рудольф Михаилович Ципоркис. Он был настоящим энциклопедистом в вопросах истории Одессы. Одних старинных открыток в его коллекции насчитывалось более 1,5 тысяч. Рудольф Михайлович прожил долгую и интересную жизнь и умер в 1999 году в возрасте 90 лет. Отдавая дань памяти замечательному одесситу, а также продолжая начатое им дело, Одесский музей нумизматики в 1999 году организовал экспозицию старинных открыток, получившую название галерея «Старая Одесса». На базе этих материалов снято немало телевизионных передач, посвященных Одессе, её истории и культуре.

## Галерея редких античных монет
В период конец V—IV вв. до н. э. почти все основные греческие города-полисы Северного Причерноморья переходят к чеканке собственных монет из серебра и меди. Ольвия и Пантикапей чеканили также и золотые монеты. Чеканка монет в северо-понтийских городах и Боспорском царстве продолжалась до второй половины III в. н. э. В музейной коллекции есть немалое количество уникальных и редких монет, представляющих значительный интерес для исторической науки.